# 塔尼瓦灣
80°30′S 160°40′E / 80.500°S 160.667°E
塔尼瓦灣（Taniwha Cove），是南極洲的海灣，位於沙克爾頓海岸，處於邱吉爾山脈東北端，東面是塞尼亞角，西面是塔德波爾山，現時由南極條約體系管理。